# José de Castro

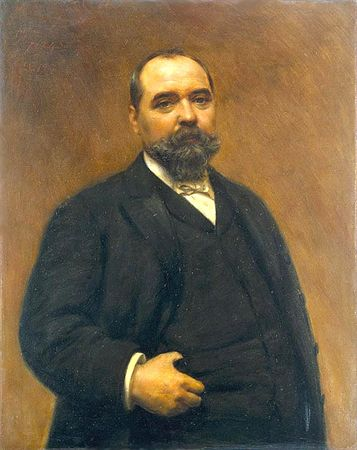
José de Castro in 1907

José Ribeiro de Castro (Valhelhas, 7 april 1868 - Lissabon, 31 juli 1929) was een Portugees advocaat, journalist en politicus. Van 17 mei tot en met 29 december 1915 was hij premier van Portugal.

## Levensloop
José Ribeira de Castro, kortweg José de Castro genoemd, studeerde rechtswetenschappen aan de Universiteit van Coimbra. Na het einde van zijn opleiding werd hij als advocaat actief in Lissabon en in Guarda. Oorspronkelijk was hij politiek een aanhanger van de constitutionele monarchie en lid van de Progressieve Partij. Later werd hij echter republikeins en in 1881 trad hij toe tot de Republikeinse Partij. Hij werd hoofdredacteur van de krant O Districto de Guarda en richtte later de eerste republikeinse krant in Guarda op, O Povo Português.
Op 14 mei 1915 werd de zogenaamde Dictatuur van de Zwaarden, de militaire regering van generaal Joaquim Pimenta de Castro, door een staatsgreep van radicaaldemocratische en dicht bij de Democratische Partij staande officieren ten einde gebracht. Vervolgens nam een Constitutionele junta voor korte tijd de macht over. Deze junta stelde de leider van de Democraten, Afonso Costa, voor om premier te worden. Nadat hij weigerde, werd José de Castro premier van Portugal. Tijdens zijn regering werden er parlementsverkiezingen gehouden die door de Democraten gewonnen werden. Eind 1915 moest José de Castro hierdoor aftreden als premier ten voordele van Afonso Costa.
- Biblioteca Nacional de España: XX1605227
- International Standard Name Identifier: 0000 0001 1879 0459
- Library of Congress Control Number: no96054881
- Virtual International Authority File: 87339539
- WorldCat: E39PBJfCCH8YgYfTjr8bhFCbBP